# Бон (город)
Бон (Beaune) — город во Франции, центр одноименной супрефектуры департамента Кот-д’Ор.
До переноса столицы в Дижон в Боне была расположена основная резиденция бургундских герцогов. Город окружён почти полностью сохранившейся со времён средневековья каменной стеной и содержит ряд исторических памятников, в том числе и пользующуюся мировой известностью средневековую больницу «Отель-Дьё», где хранится полиптих Рогира ван дер Вейдена «Страшный суд», а также коллекция гобеленов XVI века.

## История
Город возник на месте поселения кельтов, пришедших сюда с востока в V веке до н. э. Они назвали город «Белена» (фр. Belena) в честь почитаемой ими богини текущей воды Белоны (фр. Belonos).
Цезарь, завоевав Галлию, принёс сюда весь пантеон римских богов, в том числе и Аполлона, имя которого было созвучно названию города. Позже солдаты расквартированного здесь VIII легиона «Augusta» распространяли культ бога Митры, который, однако, не удержался.
В IV веке святой Мартин принёс сюда христианство. Разрушенные было укрепления города были восстановлены «на месте языческого святилища».
В V веке по замёрзшему Рейну сюда пришло германское племя бургундов, давших местности современное название. Их принцесса Клотильда вышла замуж за предводителя франков Хлодвига I из рода Меровингов, принявшего христианство. Кратковременное появление здесь арабов в VIII в. стало лишь эпизодом в городской истории.

## Население
Население коммуны на 2010 год составляло 22 394 человека.
| 1962   | 1968   | 1975   | 1982   | 1990   | 1999   | 2010   |
| ------ | ------ | ------ | ------ | ------ | ------ | ------ |
| 15 367 | 16 874 | 19 060 | 20 207 | 21 289 | 21 917 | 22 394 |

## Городская архитектура

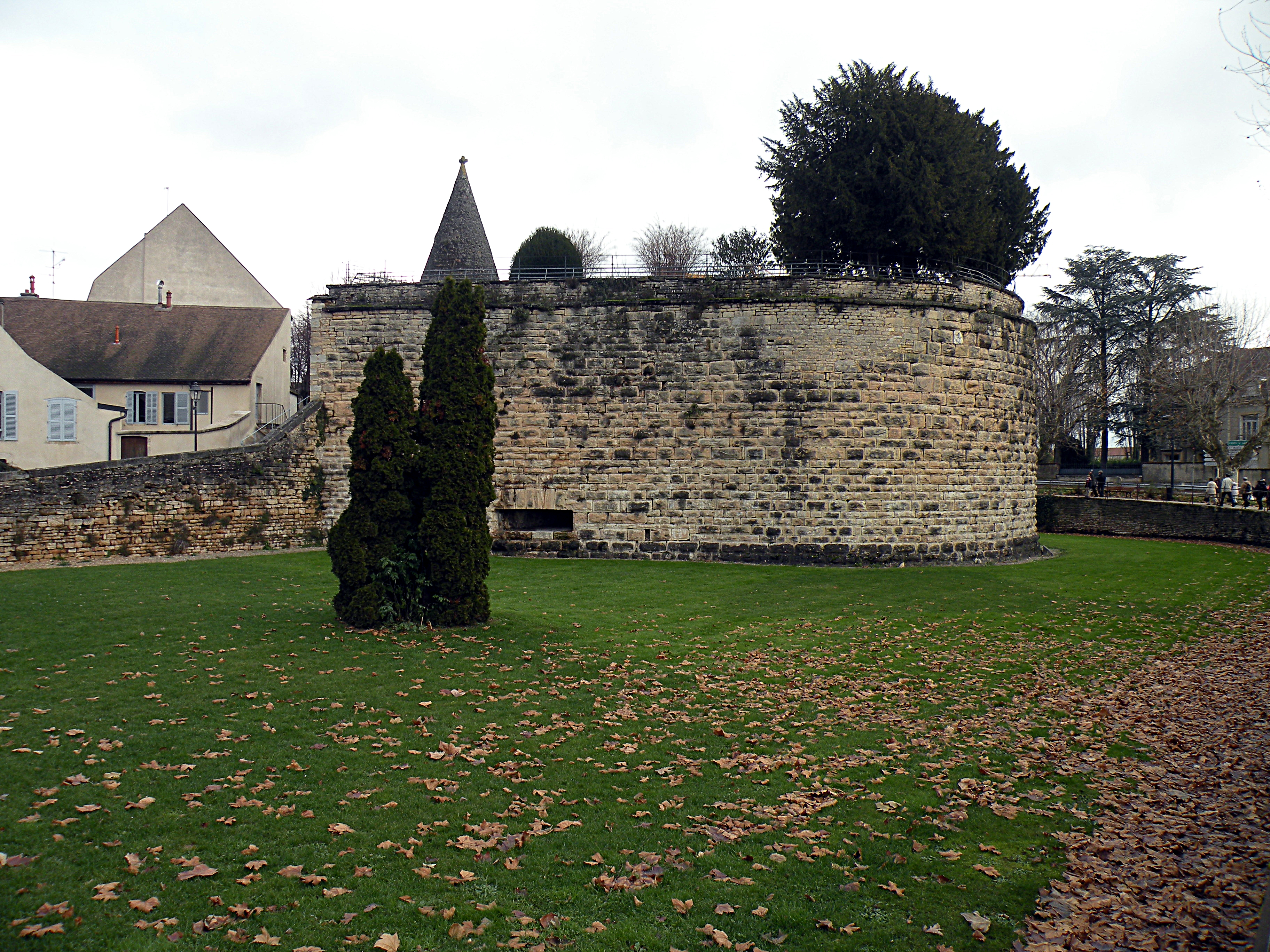
Большая башня
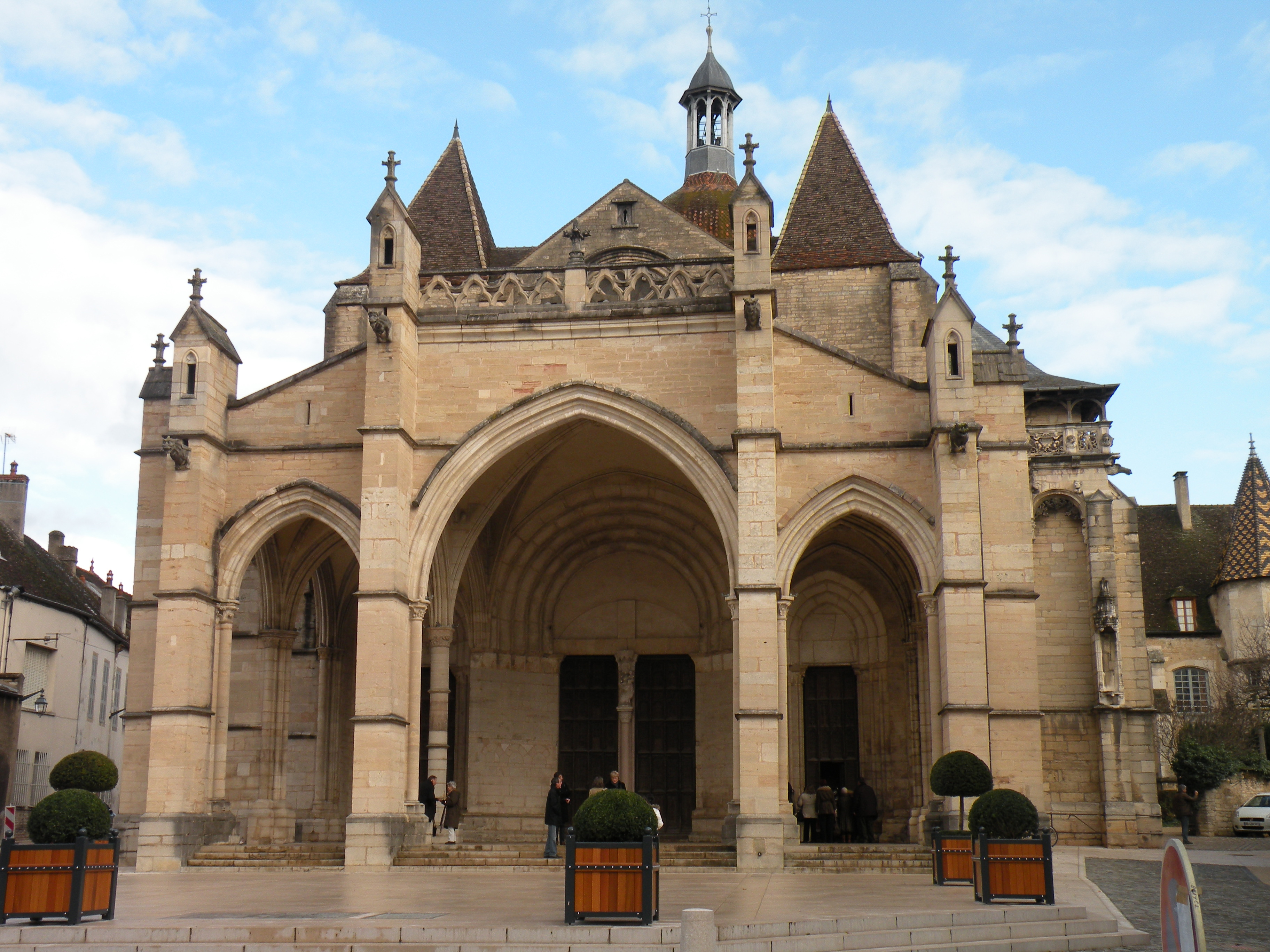
Церковь-Нотр-Дам
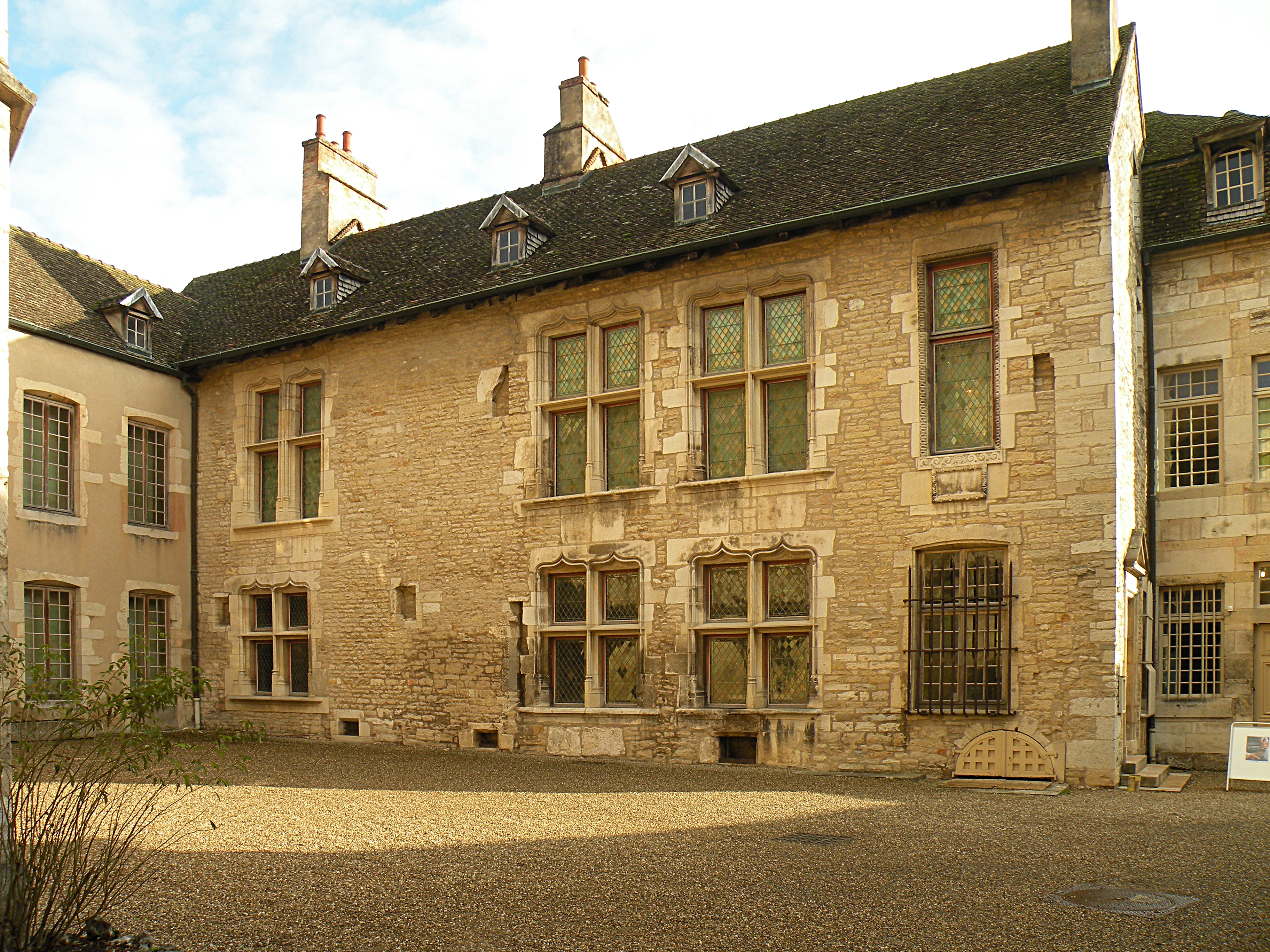
Дворец герцога. Дворовый фасад
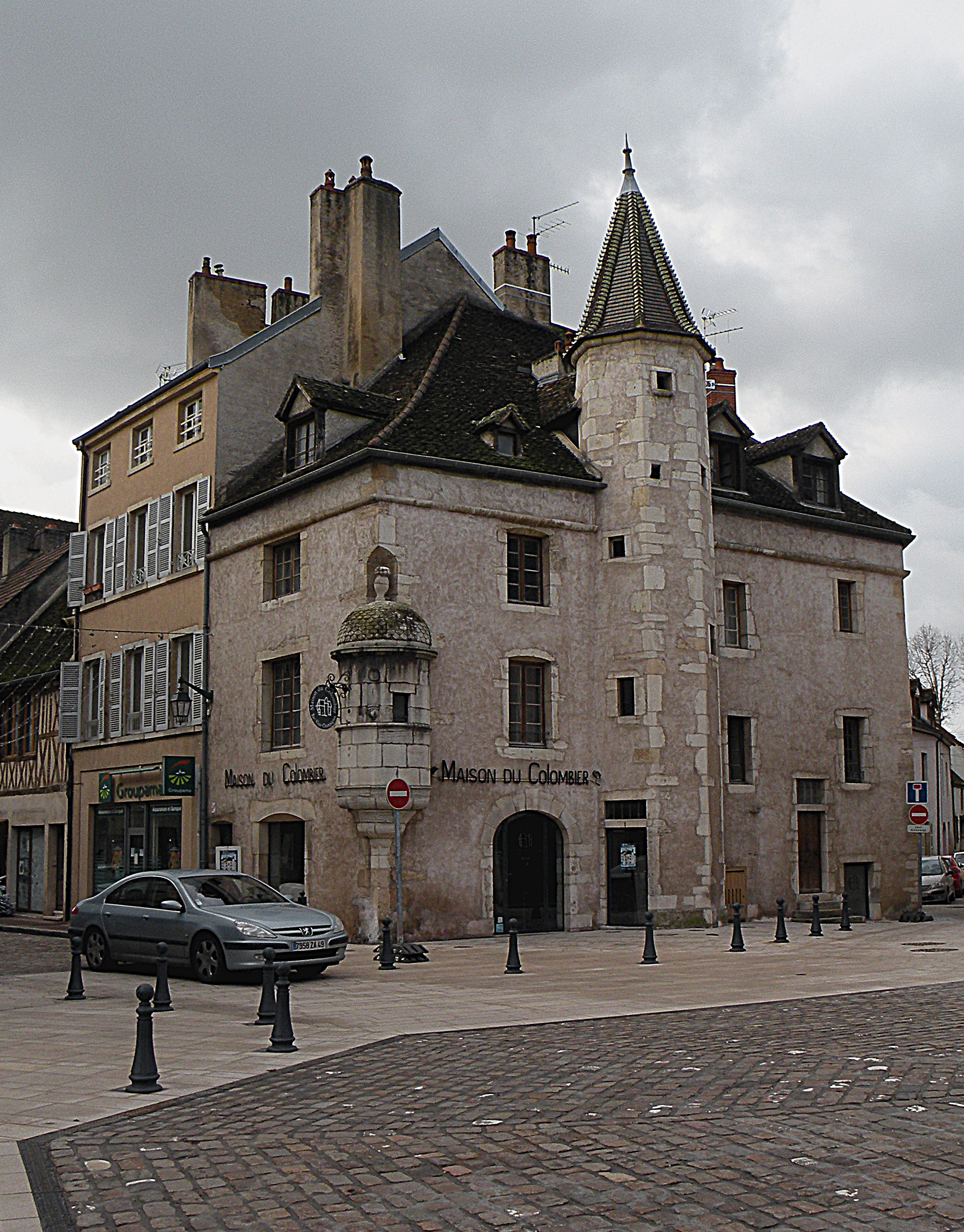
Дом голубятника

Со Средних веков здесь сохранилась городская стена длиной около 2 км, а также многочисленные постройки XV—XVI веков.
Строительство церкви было начато в 1120 году, и после постройки она считалась «дочерью Клюни». В главном алтаре находятся гобелены из шерсти и шёлка с изображением сцен из жизни Марии.
На площади перед городским собором сохранилось здание голубятника — почётного горожанина, занимавшегося разведением голубей. Эта птица широко использовалась в те времена для доставки почты, а также считалась деликатесом в бургундской кухне.
Встречавшиеся на многих домах черепичные крыши из разноцветной керамики, образующей специфический орнамент, являются одной из характерных особенностей бургундской готики. Легковерным туристам рассказывают, что во времена язычества этот узор имел нераскрытый в наши времена тайный смысл.

### Больница «Отель-Дьё»

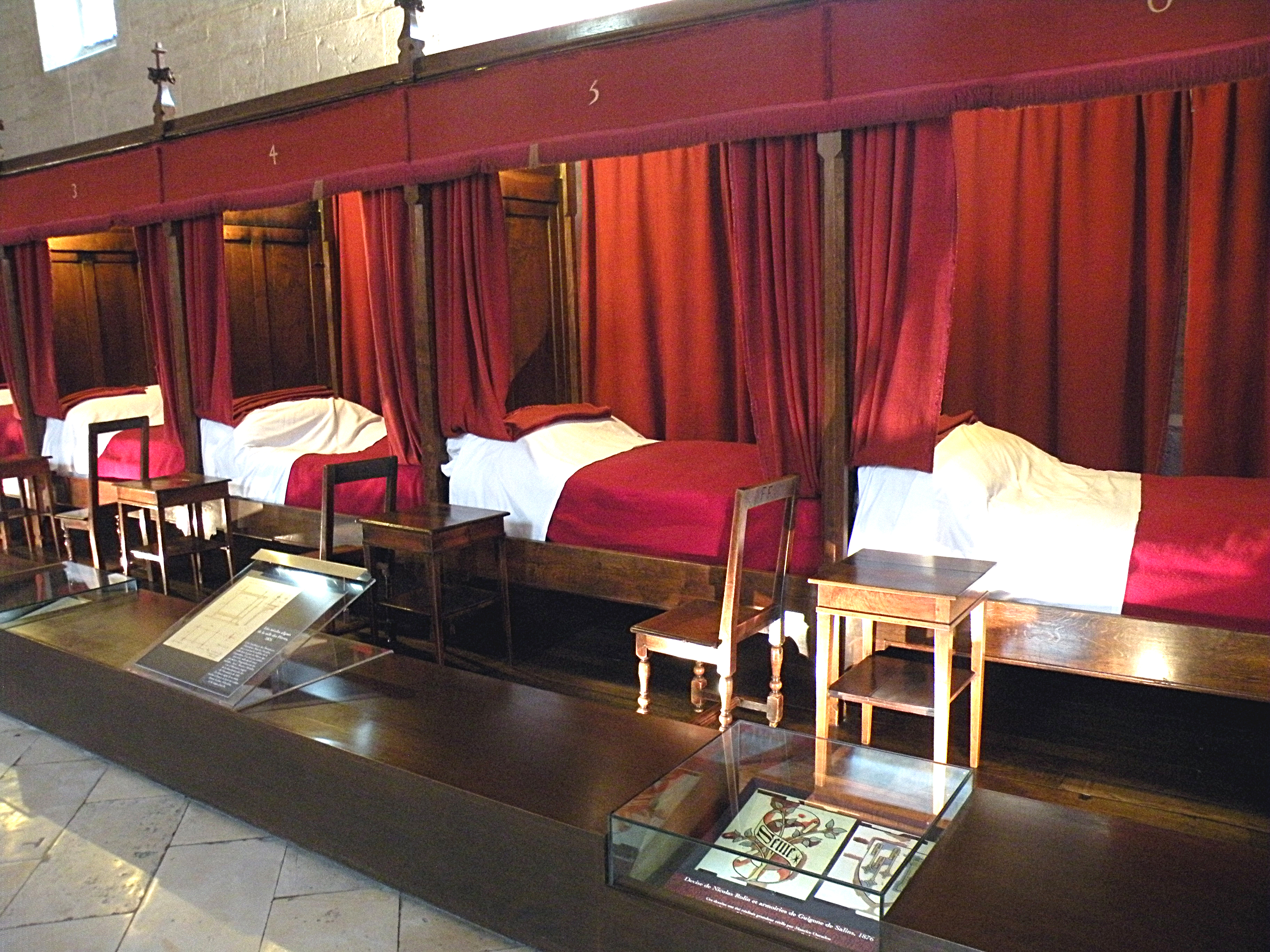
Внутренние помещения

Больница «Отель-Дьё» (фр. Hôtel-Dieu) представляет собой образец одной из первых в средневековье богаделен — приюта и госпиталя для бедных. Здесь ежегодно проводится благотворительный винный аукцион под эгидой богадельни Бона. В помещении богадельни с 1983 года ежегодно проводится международный фестиваль музыки барокко, один из крупнейших в Европе.
Богадельня Бона (Hospices de Beaune) была основана в 1443 году канцлером герцога Бургундского Николя Роленом (тем самым, что изображён на картине Ян ван Эйка «Мадонна канцлера Ролена») и его женой Гигоной де Сален. Это был благотворительный госпиталь-приют, предоставлявший лечение и ночлег для бедных и неимущих. Часть его ныне используется как Дом престарелых, остальная представляет собой музейно-гостиничный комплекс. Здесь снимался эпизод фильма «Большая прогулка» 1966 года.
В одном из помещений госпиталя хранится и демонстрируется знаменитый складной алтарь «Страшный суд» Рогира ван дер Вейдена. Для детального осмотра этого произведения предусмотрена перемещающаяся в двух измерениях линза, которую по желанию можно установить напротив любой детали изображения.

## Виноделие
Бон считается столицей бургундских вин, хотя расположенные в границах города виноградники и не удостоены звания гран-крю. Проходящая через него «дорога великих виноградников» ведёт как на север в Нюи-Сен-Жорж и далее в Жевре-Шамбертен, так и на юг через Поммар, Вольне, Мёрсо и Пюлиньи-Монраше к Ноле (где она резко поворачивает на запад в сторону Отёна).
В средневековом особняке герцогов бургундских с 1938 года можно посетить Музей бургундских вин — старейший музей виноделия в мире.